# Johan Berghout
Johannes Cornelis (Johan) Berghout (Rotterdam, 2 september 1869- Amsterdam, 20 mei 1963) was een Nederlands violist, componist en muziekpedagoog.

## Familie
Hij werd geboren binnen het gezin van bediende Theodorus Hendrikus Berghout en Janna Gerritje Ingenhoest. Hijzelf huwde Anthonia Sophia Verbiest in 1902. Uit het huwelijk kwamen voort:
- zoon Theo Berghout, werd violist
- zoon Henk Berghout, werd cellist en koordirigent
- dochter Sophia Rosa (Phia) Berghout, werd harpiste, was enige tijd getrouwd met muzikant Johannes den Hertog.

Hij stierf aan het Eikenplein in Amsterdam en werd begraven op kerkhof Jonkerbosch te Nijmegen. Een interview in De Telegraaf van 27 oktober 1958 leverde de volgende citaat op:
"Ik deugde eigenlijk nergens voor; het werd de Muziekschool".

## Muziek
Hij kreeg zijn muzikale opleiding van Friedrich Gernsheim (piano, muziektheorie, contrapunt en compositieleer), Ferdinand Blumentritt (instrumentatie) en Willy Hess (viool). Alhoewel hij een aantal concerten heeft gegevens lag de nadruk toch op het zelf lesgeven in bovengenoemde vakken, eerst in Rotterdam, vervolgens in Velp. Van zijn hand verscheen talloze werken, een groot deel is daarbij niet uitgegeven. De Arnhemsche Courant meldde in juli 1941 dat hij net zijn 500e compositie had voltooid.
- opus 1: Albumblatt, voor viool en piano
- opus 2: Missa, voor vierstemmig mannenkoor, solisten en orgel
- opus 3: Chant d’amour et humoreske, voor viool en piano
- opus 4: Sérénade, voor viool en piano
- opus 5: Cantique de soir et polonaise, voor viool en piano
- opus 6: Fleurs du printemps (melodie et scherzino) voor piano
- opus 7: Treur niet (tekst Harry), voor zangstem en piano
- opus 8: Van liefde, voor zangstem en piano
- opus 9: Billet-deux, romance voor viool en piano
- opus 10: Twee balladen voor bariton en piano of orkest (Het zwaard, Der vadren graf)
- opus 11: Benedictus (Weed gezegend), hymne voor driestemmig vrouwenkoor (in Latijn en Nederlands)
- opus 12: Twee liederen, voor zangstem en piano
- opus 13: Lentelied “De licht is blauw en groen het dal”, lied voor zangstem met viool en piano
- opus 14: Kriekende Kriekse (tekst Bernard van Meurs), zes liederen voor zangstem en piano
- opus 15: Missa nr 2, voor vierstemmig amnnenkoor, solisten en orgel
- opus 16: Aquarelles, voor viool en piano
- opus 17: O sacrum convivium, hymne voor vierstemmig koor
- opus 18: Ave Maria, hymne voor vierstemmig koor
- opus 19: Adoro Te, hymne voor vierstemmig koor
- opus 20: Missa nr. 3, voor driestemmig vrouwenkoor
- opus 21: Salve Regina, hymne voor driestemmig vrouwenkoor, solisten en orgel
- opus 22: Anneke, (tekst Nicolaas Beets) , voor zangstem met viool en piano
- opus 23: Bloesems (tekst van Harry), voor zangstem met viool en piano
- opus 24: In den herfst (tekst B. van Meurs), voor zangstem met viool en piano
- opus 25: Een bagatelletje (tekst Bernard van Meurs), voor zangstem met viool en piano
- opus 26: Kinderstukken voor viool en piano (Sprookje, Feestmars, Bloemen)
- opus 27: Ecce Panis, hymne voor zangstem met orgel of piano
- opus 28: twee duetten met piano (Wie gaart er mee?, Hoe schittert de zonne, tekst van Soera Rana)
- opus 29: Ave Maria, voor zangstem met orgel of piano
- opus 30: Benedictus, voor zangstem met orgel of piano (in Frans en Nederlands)
- opus 31: Albumleaves voor piano (Romance, Valse, Nocturne)
- opus 32: Nachtgesang, lied voor zangstem met piano of orkest (in Duits en Nederlands)
- opus 33: Twee gemakkelijke stukjes voor piano (Klein duimpje en Asschepoes)
- opus 34: Sonatine voor viool (of cello) en piano
- opus 35: Impromptu, een orgelsonate
- opus 36: Postludium voor orgel
- opus 37: Carmen, fantasie voor viool en piano
- opus 38: Fugato voor orgel
- opus 39: Bede (tekst I. da Costa), voor zangstem met piano of orkest
- opus 40: Berceuse, voor viool en piano
- opus 41: Tristan und isolde, fantasie voor viool en piano naar Richard Wagner
- opus 42: Pianokwartet, voor piano, viool, altviool en cello
- opus 43: twee melodische stukken voor viool en piano
- opus 44: Huwelijkstrouw (tekst van A.Pierson), voor zangstem met viool en orgel of piano
- opus 45: Pianotrio
- opus 47: Sonate, voor viool en piano (c klein)
- opus 51: Oogstlied : voor middenstem met begeleiding van viool en piano (tekst- Onbekende)
- opus 52: Suite, voor strijkorkest
- opus 53: Herfstgedachten : voor eene zangstem met begeleiding van viool of violoncel en klavier (tekst Bernard v. Meurs. Amsterdam: Alsbach, ca.1913)
- opus 54: Intermezzi, drie stukken voor cello en piano
- opus 59: Een bagatelletje : lied : voor middenstem met pianobegeleiding (tekst Bernard v. Meurs)
- opus 61: Kinderdroom : toonstukje voor viool met pianobegeleiding (Alsbach, ca.1918?)
- opus 265: Concertstuk voor harp en orkest (1930)[5]

- Concertouverture Hamlet in F-majeur (1892); Cornelis Dopper leidde op 30 mei 1912 een uitvoering van dit werk het Concertgebouworkest
- Feestcantate ter viering van het eind van de Eerste Wereldoorlog, première in Den Haag, waarbij de componist leiding gaf aan 3000 zangers en orkest (uitvoering op het Malieveld in 1919)
- Vioolconcert nr 1 (1922, opgedragen aan Theo Berghout)
- Nederland-Hongarije (1927), een variatie op beide volksliederen ten bate van de kindertransporten tussen beide landen
- Stromingen (opera, 1938) naar een libretto van S.Th. Simon
- Avondmuziek (1942) voor orkest en cello
- Vioolconcert nr. 2 (1941)
- Lof der lente (tekst Bernard van Meurs, 1942), voor driestemmig gemengd koor
- De laatste meistreel, ballade  voor vierstemmig gemengd koor (1948)
- Hoe schitter weer de morgenster (1949), ouverture voor orkest, opgedragen aan koningin Juliana der Nederlanden; hij woonde toen in Ouderkerk aan den Amstel; hij was toen 80 jaar oud
- Pensee voor cello en piano 1926
- Strijkkwartet nr. 3 (1954)
- Celloconcert (opgedragen aan zoon Henk)
- Marche Triomphale (uitvoeringen bekend in Brussel)
- tien symfonieën (nr. 2 is gespeeld in Wenen tijdens een Schubertherdenking (1928); nr. 3 komt uit 1945, nr. 6 is opgedragen aan de Maatschappij tot bevordering der toonkunst van het 125-jarig bestaan in 1954[5], 7 is opgedragen aan Winston Churchill, nr. 8 aan koningin Elisabeth van België)
- Ouverture Nederland, opgedragen aan koningin Beatrix der Nederlanden
- Mijn herfst concertouverture (1945)
- Constantinopel (tekst: Bernard van Meurs), voor mannenkoor
- Winter (1927), uitgevoerd in Musis Sacrum te Arnhem, 200 zangers

- International Standard Name Identifier: 0000 0000 4487 4640
- Library of Congress Control Number: no2005037555
- Nationale Bibliotheek van Tsjechië: mzk2015874536
- Nederlandse Thesaurus van Auteursnamen: 168690136
- Virtual International Authority File: 73584075
- WorldCat: E39PBJkhHFm9THQxBPtxxwJFKd